# Puchenau
Puchenau ist eine Gemeinde  in Oberösterreich im Bezirk Urfahr-Umgebung im oberen Mühlviertel mit 4695 Einwohnern (Stand 1. Jänner 2025) westlich von Linz.

## Geografie
Puchenau liegt auf einer Höhe von 262 m ü. A. im oberen Mühlviertel am Nordufer der Donau, westlich des Linzer Beckens, vier Kilometer vom Zentrum der Landeshauptstadt entfernt. Die Ausdehnung beträgt von Nord nach Süd 4,2 km, von West nach Ost 4,1 km. Die Gesamtfläche beträgt 8,2 km².
Die höchste Erhebung ist der Koglerauerspitz mit Höhe von 685 m ü. A. Der Hammerbach entspringt südlich der Koglerau in der Gemeinde Puchenau.

### Gemeindegliederung
Das Gemeindegebiet umfasst folgende Ortschaften (in Klammern Einwohnerzahl Stand 1. Jänner 2025):
- Großamberg (177)
- Oberpuchenau (549)
- Pöstlingberg (501)
- Puchenau (2672)
- Unterpuchenau (796)

Die Gemeinde liegt im Gerichtsbezirk Urfahr.

### Nachbargemeinden
|            | Gramastetten                                |      |
| Ottensheim | Kompassrose, die auf Nachbargemeinden zeigt | Linz |
| Wilhering  | Leonding                                    |      |

## Geschichte

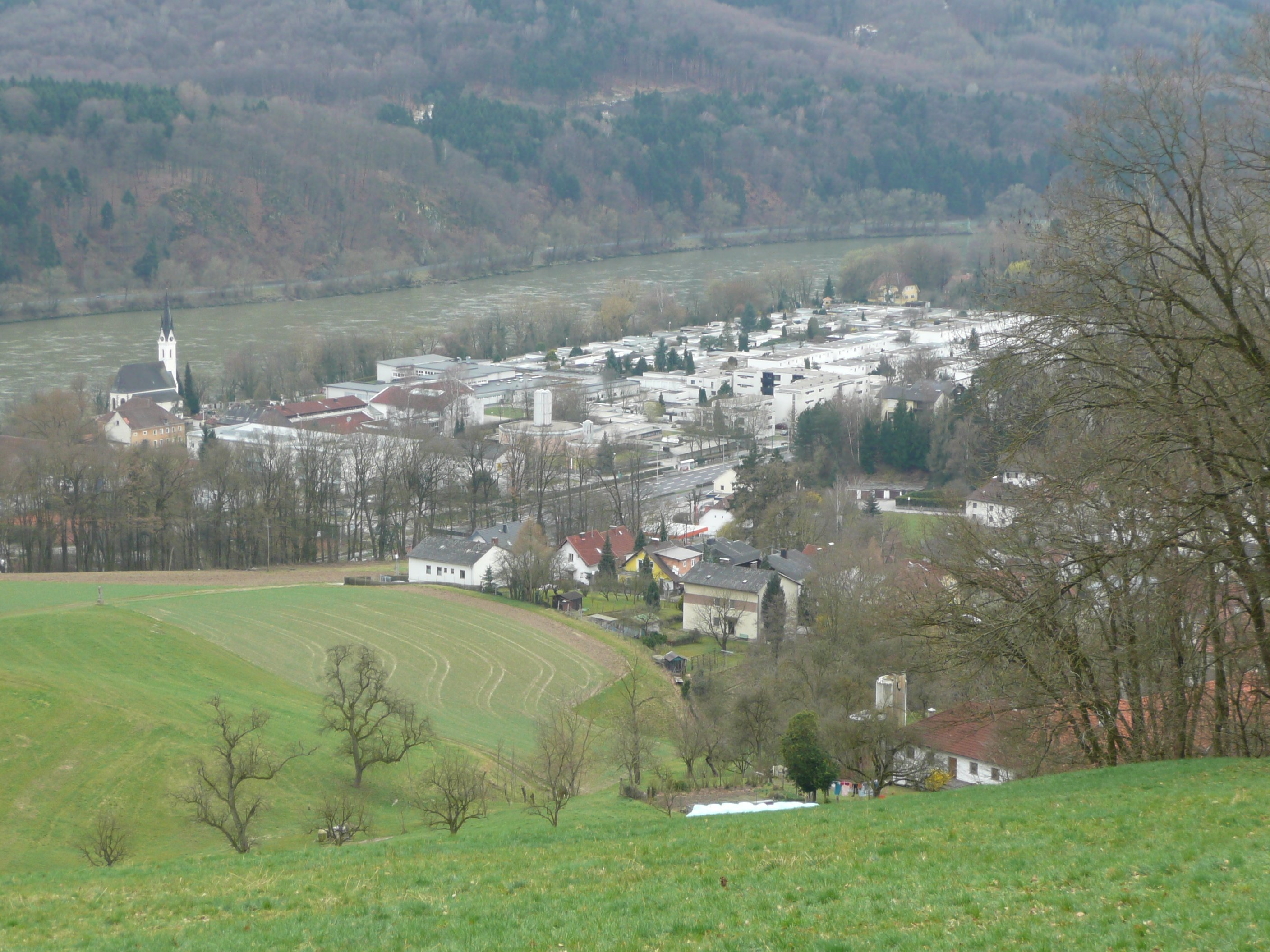
Puchenau

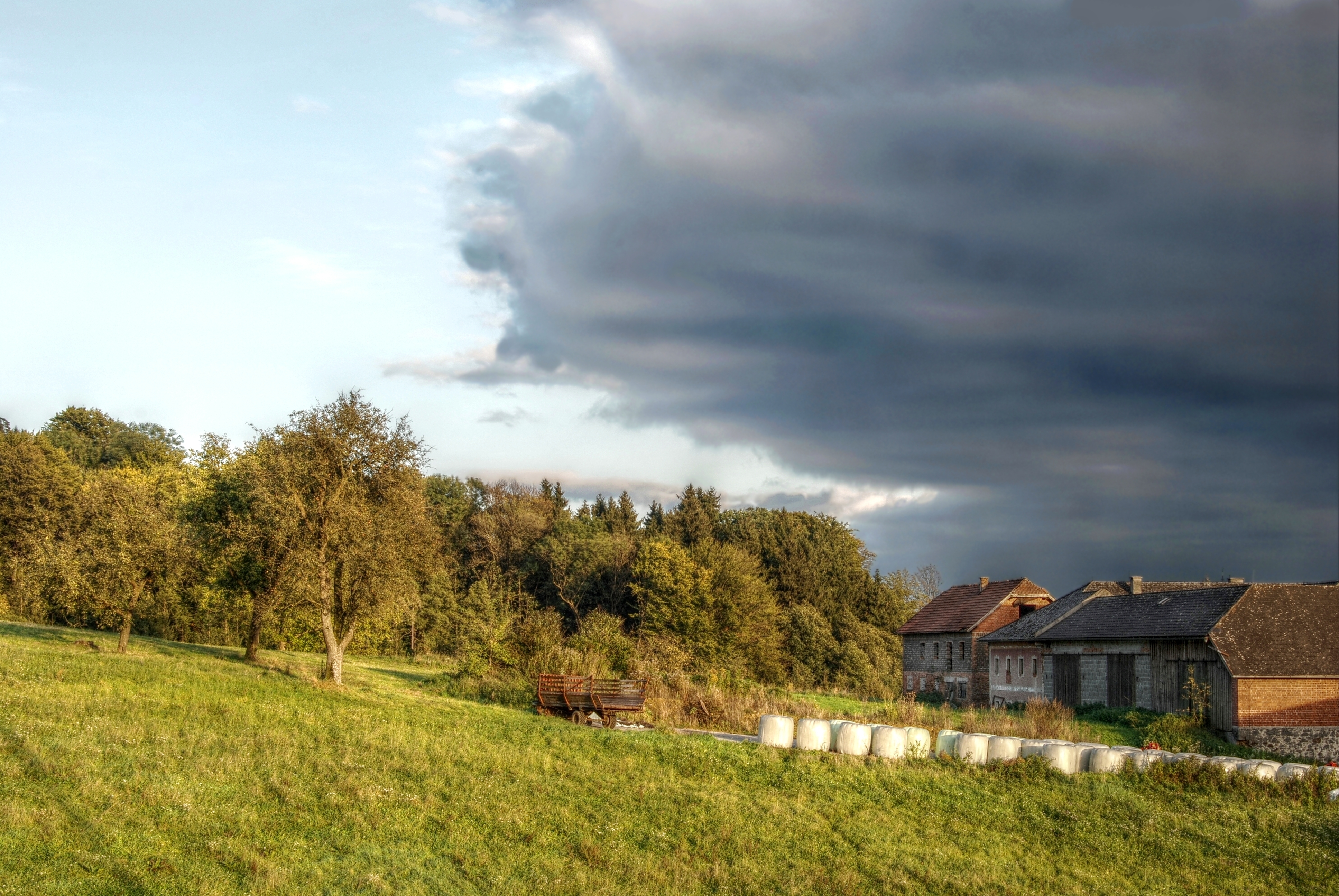
Bäuerliche Landschaft in Puchenau

Erstmals erwähnt wird Puchenau in zwei Urkunden aus den Jahren 807 und 827.
Ursprünglich im Ostteil des Herzogtums Bayern liegend, gehörte der Ort seit dem 12. Jahrhundert zum Herzogtum Österreich. Seit 1490 wird er dem Fürstentum Österreich Ob der Enns zugerechnet.
Während der Napoleonischen Kriege war der Ort mehrfach besetzt, ist seither wieder bei Oberösterreich.
1893 wurde der Ort vom Land Oberösterreich zu einer eigenständigen Gemeinde erhoben, nachdem es bis dahin Ottensheim angehörte.
Nach dem Anschluss Österreichs an das Deutsche Reich am 13. März 1938 wurde Oberösterreich zum Gau Oberdonau. Nach 1945 erfolgte die Wiederherstellung Oberösterreichs.

## Kultur und Sehenswürdigkeiten
- Schloss Puchenau

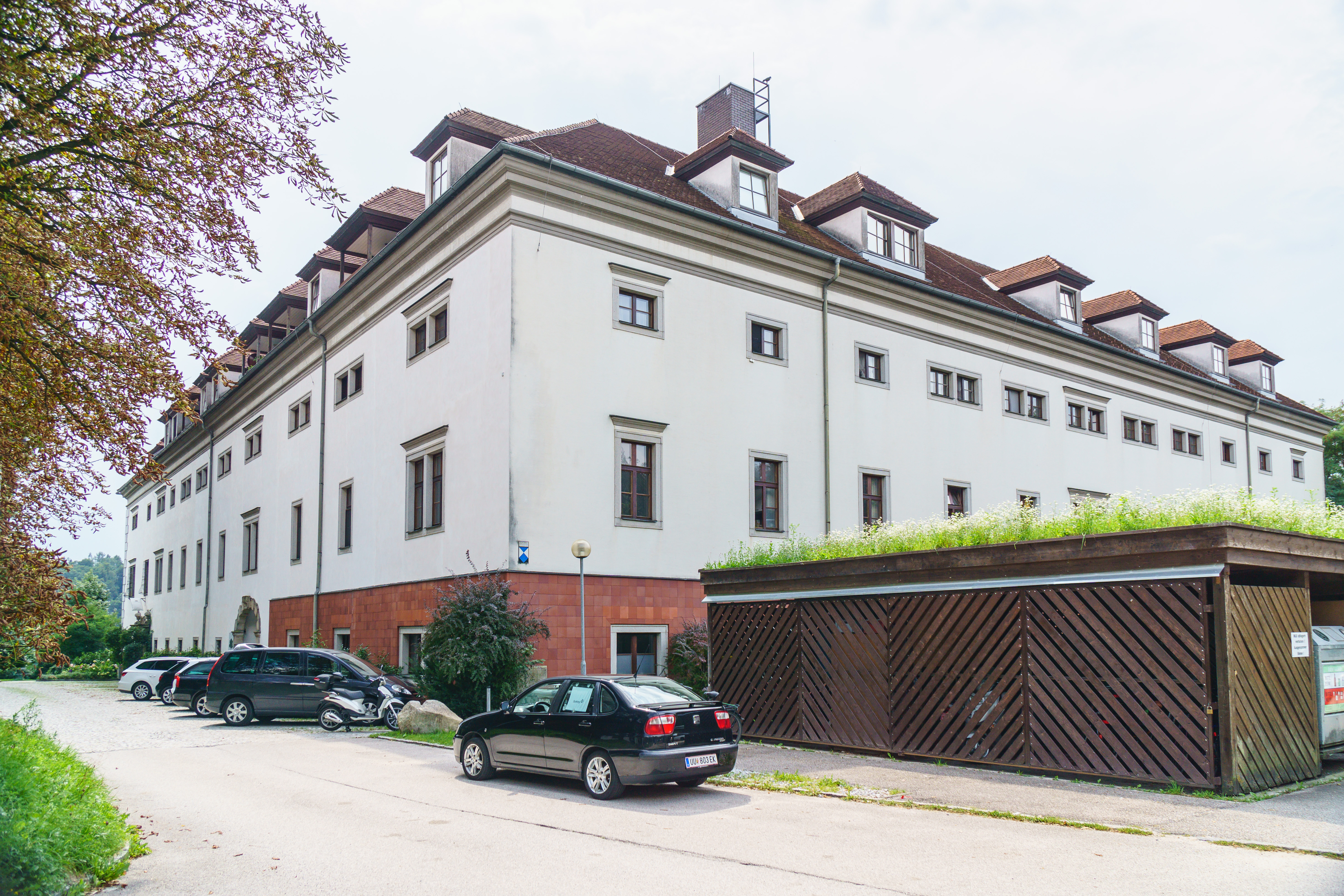
Schloss Puchenau

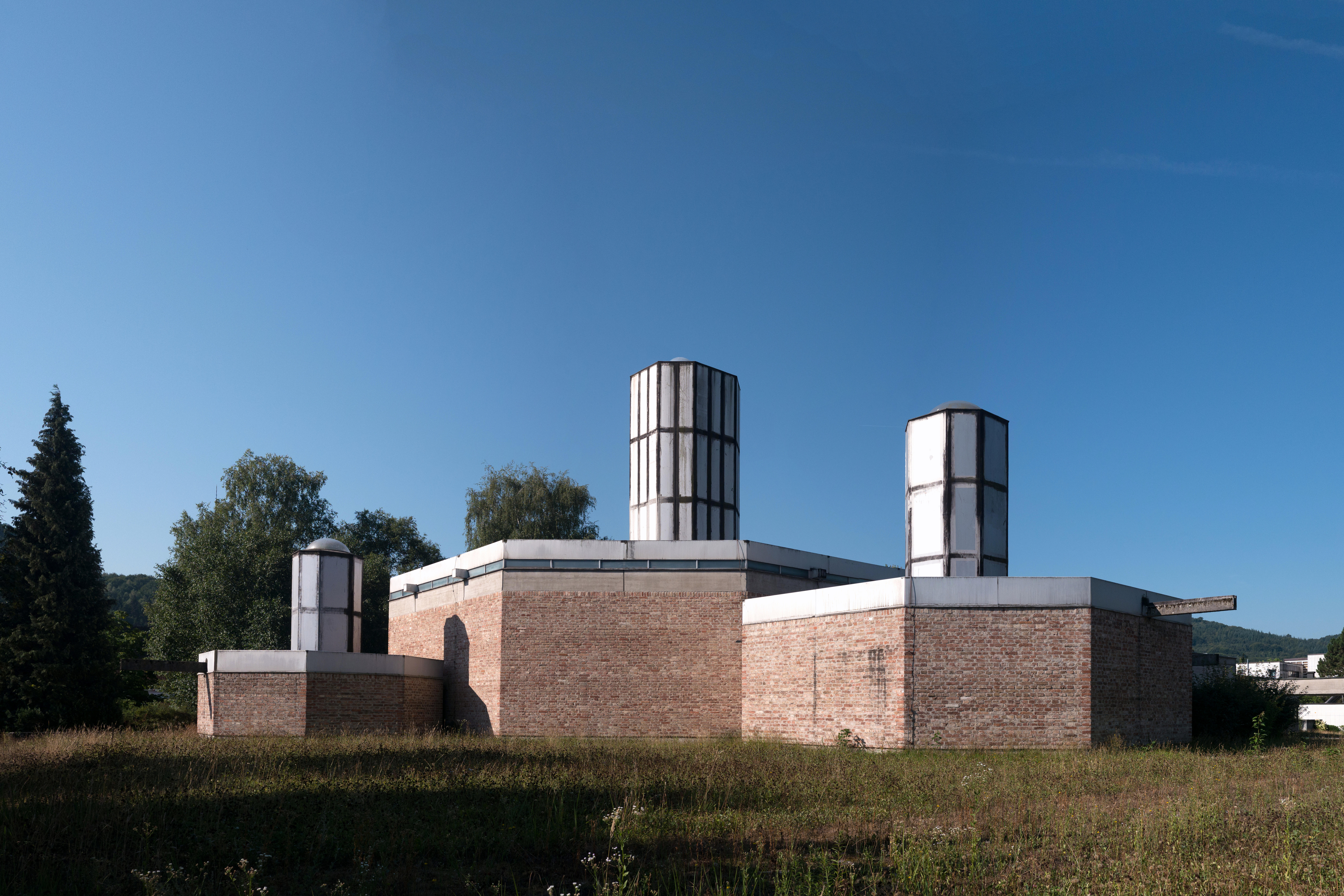
Pfarrkirche Puchenau

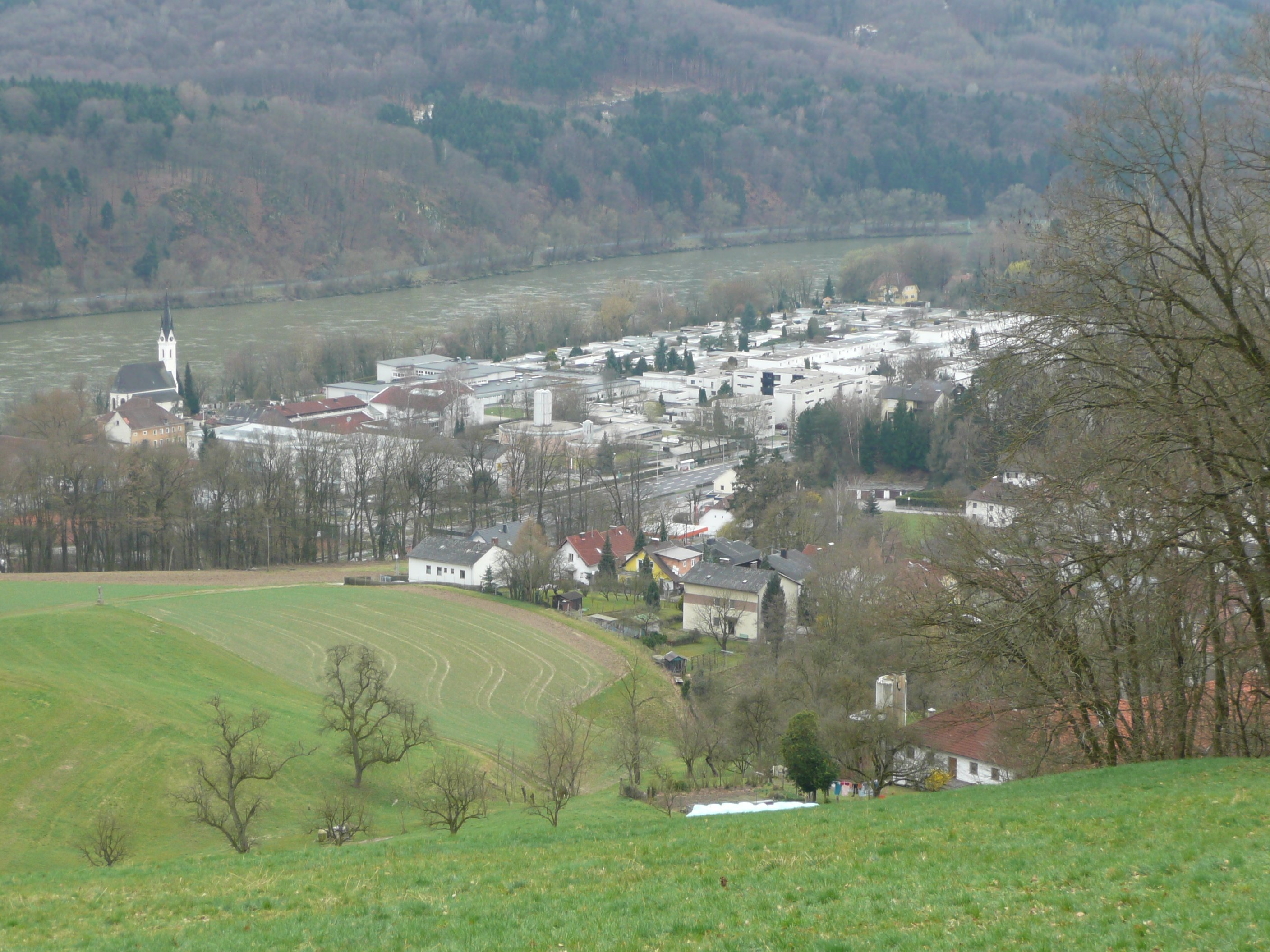
Gartenstadt Puchenau

- Katholische Pfarrkirche Puchenau hl. Andreas und Gartenstadt Puchenau von Roland Rainer
- Puchenauer Kreuzweg
- Wehrtürme, Batterien und Schutzwall der Maximilianischen Befestigungsanlage rund um Linz aus dem 19. Jahrhundert
- Gotische Friedhofskirche
- Gattersteine (Lochsteine mit runden oder viereckigen Öffnungen im oberen Drittel. Es sind 40 im Gemeindegebiet erhalten). Die Steine stehen meist am Anfang oder dem Ende von Hohlwegen und an den Grenzen zu den Nachbargemeinden.
- 2 km langer Donaustrand

## Wirtschaft und Infrastruktur
In Puchenau gibt es vor allem Betriebe im Dienstleistungsbereich, wie z. B. (ohne Anspruch auf Vollständigkeit):
- Konzertdirektion Schröder[2]
- b & k finance[3]
- cpi GmbH Immobilienverwaltung[4]
- DI Johann Felber Büromaschinenhandel[5]
- DSA Sandra Gastinger Sozialdienste & Altenpflege[6]
- GPW – Ges. für Personal- und Wirtschaftspsychologie Dr. Drescher GmbH[7]
- MAK Vertriebs- und Service GmbH[8]
- RJM – Beteiligungsagentur[9]
- Bau-SU Software[10]
- VerCon Wirtschaftsberatung[11]
- Ruto Seile-Ketten GmbH[12]
- Burg Möbel e.U.[13]

### Bildung
- Gemeinde-Kindergarten[14]
- Pfarrkindergarten[15]
- Volksschule[16]
- Hauptschule / Neue Mittelschule Puchenau[17]
- Öffentliche Bibliothek Puchenau[18]
- Volkshochschule Puchenau
- Landesmusikschule Puchenau[19]
- Musical Theatre Academy Puchenau (Musical-Theater-Ausbildungsstätte der Landesmusikschule)[20]

### Verkehr

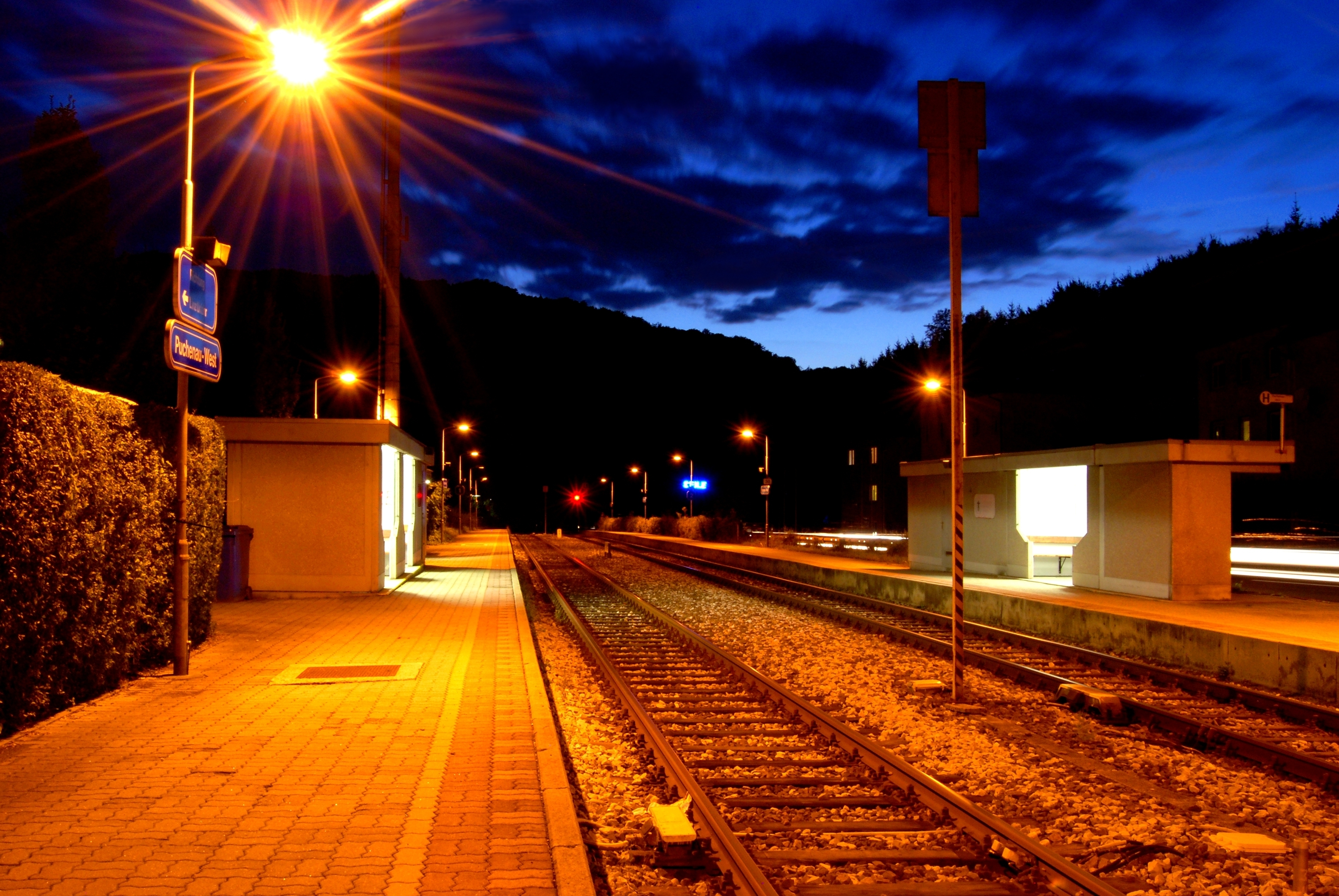
Haltestelle Puchenau-West am späten Abend

Puchenau ist direkt an der B127 Rohrbacher Straße gelegen. Dadurch herrscht eine gute Verkehrsanbindung an die Landeshauptstadt Linz. Diese Straße teilt das Gemeindegebiet in zwei Hälften. Auch ist dies die Einzugsstraße für das obere Mühlviertel, was sich an Werktagen durch kilometerlange Staus am Morgen in Richtung Linz und am Abend wieder zurück bemerkbar macht.
Bei der Verkehrszählung im April 2007 wurden rund 21.500 Fahrzeuge pro Tag an der Westeinfahrt Puchenaus gezählt. Davon sind rund 1300 Lkw und sonstiger Schwerverkehr. Eine Verkehrszählung im gleichen Zeitraum am Ortsbegin von Linz-Urfahr (praktisch mit Puchenau identischer Verkehrsstrom) rund 25.500 Kfz/Tag, davon etwa 1500 Lkw.
Des Weiteren verkehren täglich viele Postbusse und im (meist) 30-Minuten-Takt Züge der ÖBB auf der Mühlkreisbahn nach Linz. Der erste Zug fährt um 4.30 Uhr, der letzte kurz nach 22 Uhr. Nicht alle Züge bleiben an den Haltestellen „Puchenau“ und „Achleitnersiedlung“ stehen, jedoch hält jeder Zug in „Puchenau-West“.
1998 wurde in Puchenau und Linz ein bestehender Busfahrstreifen auch für Autos mit drei oder mehr Insassen freigegeben. Jährlich würden so volkswirtschaftlich rund 270.000 Euro aus 60.000 Personenstunden Fahrzeitgewinn und Reduktion der CO2-Emission eingespart.

## Politik

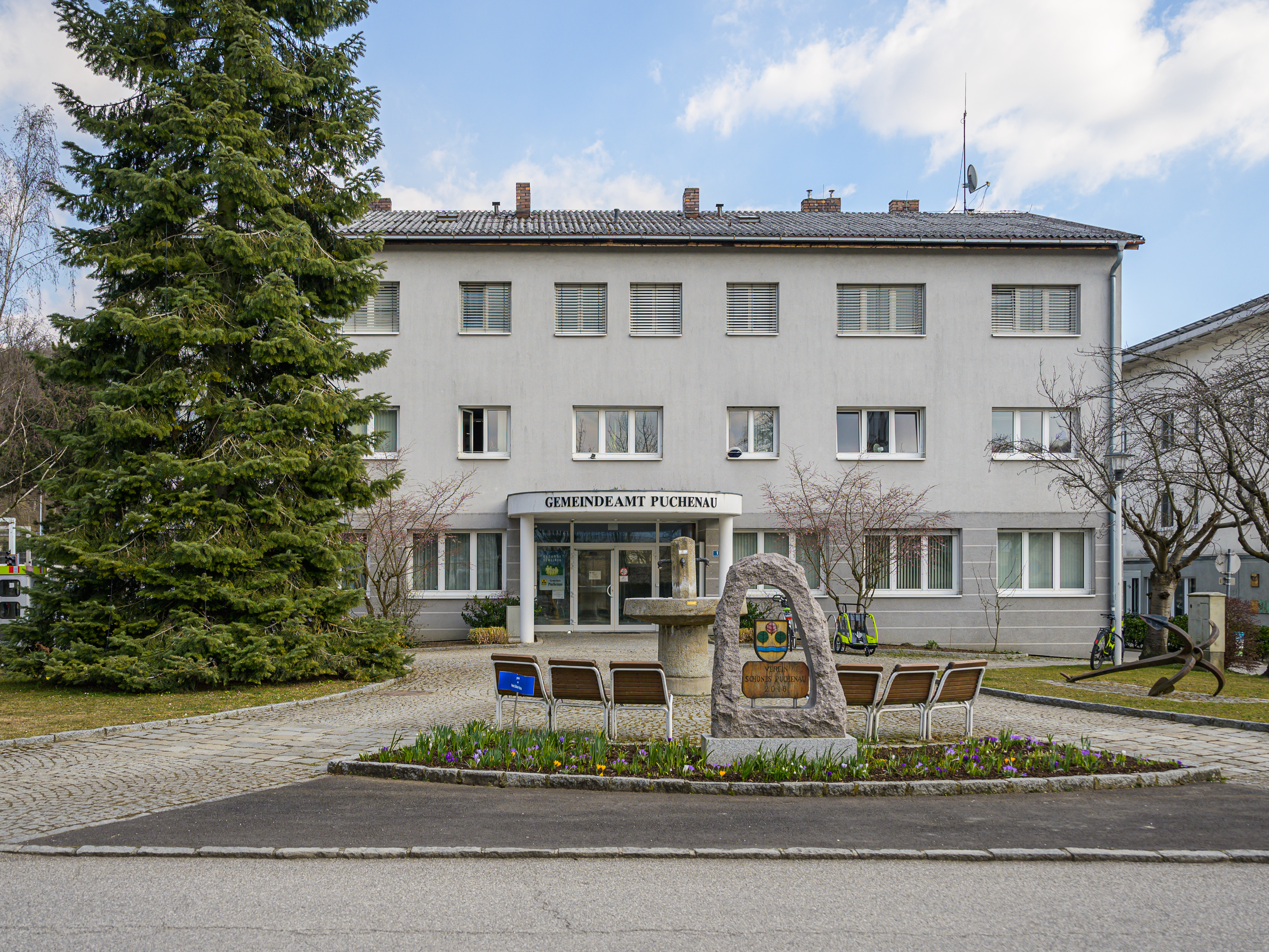
Gemeindeamt von Puchenau

### Gemeinderat
Der Gemeinderat hat seit 2009 25 Mitglieder.
- Mit den Gemeinderats- und Bürgermeisterwahlen in Oberösterreich 2003 hatte der Gemeinderat folgende Verteilung: 14 ÖVP, 11 SPÖ, 5 GRÜNE und 1 FPÖ. (31 Mandate)
- Mit den Gemeinderats- und Bürgermeisterwahlen in Oberösterreich 2009 hatte der Gemeinderat folgende Verteilung: 12 ÖVP, 6 SPÖ, 4 GRÜNE und 3 FPÖ. (25 Mandate)
- Mit den Gemeinderats- und Bürgermeisterwahlen in Oberösterreich 2015 hatte der Gemeinderat folgende Verteilung: 12 ÖVP, 6 SPÖ, 4 GRÜNE und 3 FPÖ. (25 Mandate)
- Mit den Gemeinderats- und Bürgermeisterwahlen in Oberösterreich 2021 hat der Gemeinderat folgende Verteilung: 11 ÖVP, 6 GRÜNE, 5 SPÖ, 2 FPÖ und 1 NEOS. (25 Mandate)[23]

### Bürgermeister
- 1990–2000 Josef Almesberger
- 2000–2014 Wolfgang Haderer (ÖVP)
- 2014–2021 Gerald Schimböck (ÖVP)
- seit 2021 Friedrich Geyrhofer (ÖVP)

### Wappen
Blasonierung: In Gold über einer blauen Wellenleiste im Schildfuß eine rote und zwei grüne, eins zu zwei gestellte Buchen mit kugelförmigen Kronen und schwarzen Stämmen. Die Gemeindefarben sind Gelb-Rot. Hierbei symbolisieren die im Dreieck angeordneten Buchen die annähernd dreieckige Form der Gemeinde. Die Wellenleiste symbolisiert die südliche Begrenzung der Gemeinde, die Donau. Die unteren beiden Buchen stehen für die namensgebende von Buchen bewachsene Au.
Die Verleihung des Gemeindewappens und der am 12. Mai 1978 durch den Gemeinderat festgelegten Gemeindefarben erfolgte am 24. Juni 1978 durch einen Beschluss der oberösterreichischen Landesregierung.

### Gemeindepartnerschaften
Puchenau ist eine Europagemeinde.
- Seit 1987 besteht eine Partnerschaft mit der Gemeinde Lindberg im Bayrischen Wald – Ortschaft Buchenau.

## Persönlichkeiten

### Personen mit Bezug zur Gemeinde
- Werner Brüggemann (1936–1997), Musiker, Komponist
- Makoto Miura (* 1949), Bildhauer, Metallplastiker
- Maria Baumgartner (* 1952), Keramik-Künstlerin
- Walter Kohl (* 1953), Schriftsteller